# Borja García Freire
Borja García Freire (Torremocha, 2 de novembro de 1990), mais conhecido como Borja García, é um futebolista espanhol que atua como meia. Atualmente, está sem clube.

## Carreira
Borja García começou a carreira no Rayo Vallecano.

## Títulos
Girona
- Supercopa da Catalunha: 2019[1]